# Dénes
Dénes [ˈdeːnɛʃ] ist die ungarische Form des männlichen griechischen Vornamens Dionysios. Außerhalb des ungarischen Sprachraums tritt der Name vereinzelt auch in der Schreibweise Denes auf.

## Erklärung
Dionysios wurde abgeleitet von Dionysos, dem Gott des Weins und der Fruchtbarkeit.
Zur Verbreitung des Namens trug der heilige Dionysius bei, der im 3. Jahrhundert als erster Bischof von Paris lebte und heute ein Nationalheiliger Frankreichs und einer der Vierzehn Nothelfer ist.

## Namenstag
- 9. Oktober

## Namensträger

### Vorname
- Denes Agay (1911–2007), US-amerikanischer Komponist und Arrangeur ungarischer Herkunft
- Dénes Bartha (1908–1993), ungarischer Musikwissenschaftler
- Dénes Berényi (1928–2012), ungarischer Atomphysiker
- Dénes Berinkey (1871–1944), ungarischer Politiker
- Dénes Boros (* 1988), ungarischer Schach-Großmeister
- Dénes Gábor (1900–1979), ungarisch-britischer Ingenieur
- Denes de Holesch (1910–1983), ungarischer Maler
- Dénes Kőnig (1884–1944), ungarischer Mathematiker
- Dénes Kovács (1930–2005), ungarischer Violinist
- Dénes Krusovszky (* 1982), ungarischer Dichter und Schriftsteller
- Dénes von Mihály (1894–1953), ungarischer Physiker und Techniker
- Dénes Pataky (1916–1987), ungarischer Eiskunstläufer
- Dénes Pungor (* 1987), ungarischer Skispringer
- Dénes Rósa (* 1977), ungarischer Fußballspieler
- Dénes Törzs (* 1934), deutscher Schauspieler, Programmsprecher und Moderator
- Dénes Varga (* 1987), ungarischer Wasserballspieler

### Familienname
- Agnes Denes (* 1938), ungarisch-US-amerikanische Künstlerin
- Christiane Dénes (* 1951), deutsche Musikerin, Schriftstellerin und Bildende Künstlerin
- Ivan Denes (1928–2011), deutsch-rumänischer Journalist und Politiker
- Iván Zoltán Dénes, ungarischer Historiker
- Lucia B. Rothman-Denes (* 1943), argentinisch-US-amerikanische Virologin und Genetikerin
- Oskar Dénes (Oszkar Dénes; 1891–1950), ungarischer Schauspieler und Sänger
- Rudolf Diener-Dénes (1889–1956), ungarischer Maler

## Varianten
- Dennis
- Denis
- Denise